# Meliora
A Meliora (jelentése: valami jobbra törekvés) a svéd hard rock és metálzenekar, a Ghost harmadik stúdióalbuma az Infestissumam után, 2015. augusztus 21-én jelent meg.

## Dalok
- 1.	Spirit
- 2.	From the Pinnacle to the Pit
- 3. Cirice
- 4.	Spöksonat
- 5.	He Is
- 6.	Mummy Dust
- 7. Majesty
- 8.	Devil Church
- 9.	Absolution
- 10.	Deus in Absentia

## Közreműködők
Ghost
- Papa Emeritus III – ének

Nameless Ghouls:
- – gitár
- – basszusgitár
- – ritmusgitár
- – billentyűk
- – dobfelszerelés

További közreműködők
- Ludvig Kennberg – dobfelszerelés

## Fogadtatás
Az Allmusic öt csillaggal értékelte az albumot. A The Guardian-től négy csillagos értékelést ért el.